# Jerzy Broniec
Jerzy Broniec (Bydgoszcz, 6 de febrero de 1944) es un deportista polaco que compitió en remo. Ganó una medalla de plata en el Campeonato Mundial de Remo de 1970 y una medalla de bronce en el Campeonato Europeo de Remo de 1971.

## Palmarés internacional
| Campeonato Mundial | Campeonato Mundial      | Campeonato Mundial | Campeonato Mundial |
| Año                | Lugar                   | Medalla            | Prueba             |
| ------------------ | ----------------------- | ------------------ | ------------------ |
| 1970               | St. Catharines (Canadá) | Medalla de plata   | Dos sin timonel    |
| Campeonato Europeo |                         |                    |                    |
| Año                | Lugar                   | Medalla            | Prueba             |
| 1971               | Copenhague (Dinamarca)  | Medalla de bronce  | Dos sin timonel    |